# Ойтоган
Ойтога́н (каз. Ойтоған) — село у складі Аксуського району Жетисуської області Казахстану. Адміністративний центр Ойтоганського сільського округу.
У радянські часи село називалося Кизилтан.
Населення — 912 осіб (2021; 812 у 2009, 1215 у 1999, 1546 у 1989).